# Phiala wichgrafi
Phiala wichgrafi är en fjärilsart som beskrevs av Embrik Strand 1911. Phiala wichgrafi ingår i släktet Phiala och familjen Eupterotidae. Inga underarter finns listade i Catalogue of Life.